# Цакановац
Цакановац је насеље у Србији у општини Прешево у Пчињском округу. Према попису из 2022. било је 160 становника.

## Демографија
У насељу Цакановац живи 150 пунолетних становника, а просечна старост становништва износи 34,7 година (32,8 код мушкараца и 36,5 код жена). У насељу има 63 домаћинства, а просечан број чланова по домаћинству је 3,51.
Ово насеље је углавном насељено Србима (према попису из 2002. године).
|  |

| Демографија | Демографија | Демографија |
| Година      | Становника  | Становника  |
| ----------- | ----------- | ----------- |
| 1948.       | 278         |             |
| 1953.       | 271         |             |
| 1961.       | 313         |             |
| 1971.       | 233         |             |
| 1981.       | 188         |             |
| 1991.       | 183         | 179         |
| 2002.       | 221         | 271         |
| 2022.       | 160         |             |

| Година пописа     | 1948. | 1953. | 1961. | 1971. | 1981. | 1991. | 2002. |
| ----------------- | ----- | ----- | ----- | ----- | ----- | ----- | ----- |
| Број домаћинстава | 42    | 49    | 52    | 58    | 46    | 42    | 63    |

| Број чланова      | 1 | 2  | 3  | 4  | 5  | 6 | 7 | 8 | 9 | 10 и више | Просек |
| ----------------- | - | -- | -- | -- | -- | - | - | - | - | --------- | ------ |
| Број домаћинстава | 5 | 15 | 10 | 17 | 11 | 3 | 1 | 1 | 0 | 0         | 3,51   |

| Пол    | Укупно | Неожењен/Неудата | Ожењен/Удата | Удовац/Удовица | Разведен/Разведена | Непознато |
| ------ | ------ | ---------------- | ------------ | -------------- | ------------------ | --------- |
| Мушки  | 79     | 22               | 55           | 2              | 0                  | 0         |
| Женски | 86     | 19               | 54           | 13             | 0                  | 0         |
| УКУПНО | 165    | 41               | 109          | 15             | 0                  | 0         |

| Пол    | Укупно                    | Пољопривреда, лов и шумарство | Рибарство                            | Вађење руде и камена | Прерађивачка индустрија       |
| ------ | ------------------------- | ----------------------------- | ------------------------------------ | -------------------- | ----------------------------- |
| Мушки  | 44                        | 5                             | 0                                    | 1                    | 15                            |
| Женски | 32                        | 3                             | 0                                    | 0                    | 14                            |
| УКУПНО | 76                        | 8                             | 0                                    | 1                    | 29                            |
| Пол    | Производња и снабдевање   | Грађевинарство                | Трговина                             | Хотели и ресторани   | Саобраћај, складиштење и везе |
| Мушки  | 0                         | 0                             | 1                                    | 1                    | 3                             |
| Женски | 0                         | 0                             | 1                                    | 1                    | 0                             |
| УКУПНО | 0                         | 0                             | 2                                    | 2                    | 3                             |
| Пол    | Финансијско посредовање   | Некретнине                    | Државна управа и одбрана             | Образовање           | Здравствени и социјални рад   |
| Мушки  | 0                         | 1                             | 4                                    | 0                    | 0                             |
| Женски | 0                         | 0                             | 1                                    | 2                    | 1                             |
| УКУПНО | 0                         | 1                             | 5                                    | 2                    | 1                             |
| Пол    | Остале услужне активности | Приватна домаћинства          | Екстериторијалне организације и тела | Непознато            | Непознато                     |
| Мушки  | 0                         | 0                             | 0                                    | 13                   | 13                            |
| Женски | 0                         | 0                             | 0                                    | 9                    | 9                             |
| УКУПНО | 0                         | 0                             | 0                                    | 22                   | 22                            |

| Етнички састав према попису из 2002.‍ | Етнички састав према попису из 2002.‍ | Етнички састав према попису из 2002.‍ | Етнички састав према попису из 2002.‍ | Етнички састав према попису из 2002.‍ |
| ------------------------------------ | ------------------------------------ | ------------------------------------ | ------------------------------------ | ------------------------------------ |
|                                      |                                      |                                      |                                      |                                      |
| Срби                                 | Срби                                 |                                      | 186                                  | 84,16%                               |
| Албанци                              | Албанци                              |                                      | 32                                   | 14,47%                               |
| Македонци                            | Македонци                            |                                      | 3                                    | 1,35%                                |

| Етнички састав према попису из 2022.‍ | Етнички састав према попису из 2022.‍ | Етнички састав према попису из 2022.‍ | Етнички састав према попису из 2022.‍ | Етнички састав према попису из 2022.‍ |
| ------------------------------------ | ------------------------------------ | ------------------------------------ | ------------------------------------ | ------------------------------------ |
|                                      |                                      |                                      |                                      |                                      |
| Срби                                 | Срби                                 |                                      | 138                                  | 86,2%                                |
| Албанци                              | Албанци                              |                                      | 18                                   | 11,2%                                |